# Comté de Tambo (Queensland)
Le comté de Tambo est une zone d'administration locale au centre du Queensland en Australie. Le siège du conseil est à Tambo.
Il est traversé par la Barcoo River.